# China World Trade Center Tower III
China World Trade Center Tower III eller China World Tower är en skyskrapa i Peking i Kina. China World Trade Center Tower III ligger i östra Peking i Guomao längs östra  tredje ringvägen i Pekings centrala finansdistrikt. Komplexet är 330 meter högt och består av 78 våningar, varav 4 under marken. China World Trade Center Tower III är därmed världens 59:e högsta byggnad. Komplexet rymmer bland annat ett 5-stjärnigt hotell med 270 hotellrum. Kontorsytorna är placerade mellan våning 1 till 55. Mellan våning 56 till 68 finns hotellet med en lobby på våning 71. Mellan våning 72 och 74 finns restauranger och utkiksdäck.
Tornet var tänkt att efterlikna ett av de gamla tvillingtornen i New York.

## Höjdranking (februari 2022)[2]
nr. 106 högst i världen

nr. 64 högst i Asien

nr. 55 högst i Kina

nr. 2 högst i Peking